# Ministère des Affaires étrangères et de la Coopération internationale (Italie)
Pour les articles homonymes, voir Ministère des Affaires étrangères et de la Coopération internationale.
Le ministère des Affaires étrangères et de la Coopération internationale (italien : Ministero degli Affari Esteri e della cooperazione internazionale) est le ministère des Affaires étrangères du gouvernement de la République italienne. Il est également connu sous le nom Farnesina en référence au siège du ministère, le palazzo della Farnesina, à Rome, ou de MAE.
Il est dirigé par le ministre des Affaires étrangères, actuellement Antonio Tajani (depuis le 22 octobre 2022).

## Histoire
Le premier organe politique à s'occuper des Affaires étrangères au sein du royaume de Sardaigne était le secrétariat d'État aux Affaires étrangères, mis en place par le Statut fondamental de la monarchie de Savoie en 1848. L'emplacement d'origine était le palazzo della Consulta, à Rome, où il resta jusqu'en 1922.
La première grande réforme est venue sous la direction de Carlo Sforza qui réorganisa le Ministère ; ce système fut remplacé plus tard pendant le régime fasciste de Benito Mussolini. Pendant ce temps, le siège du ministère été situé au Palazzo Chigi, et ce n'est qu'en 1959 que le ministère acquit son emplacement actuel au Palazzo della Farnesina, qui, avec le Reggia di Caserta est l'un des plus grands bâtiments d'Italie.

## Fonctions
Les fonctions actuelles du MAE sont énoncées dans les lois votées le 23 avril 2003 qui disposent que le ministère détient la fonction explicite de représenter et de veiller aux intérêts politiques, économiques, sociaux, et culturels de l'Italie dans le monde et d'assurer les relations directes avec d'autres États et organisations internationales. Le ministère représente l'Italie dans la mise en œuvre et la révision des traités et conventions internationales. Au sein de l'Union européenne, le ministère représente les positions de l'Italie vis-à-vis de la politique étrangère et de sécurité commune (PESC). Elle coopère avec les organisations internationales sur les questions de développement régional, d'immigration, et la protection des Italiens à l'étranger.

## Liste des ministres
- Liste des ministres italiens des Affaires étrangères

## Source
- (it) Cet article est partiellement ou en totalité issu de l’article de Wikipédia en italien intitulé « Ministero degli Affari Esteri » (voir la liste des auteurs).